# 東千葉站

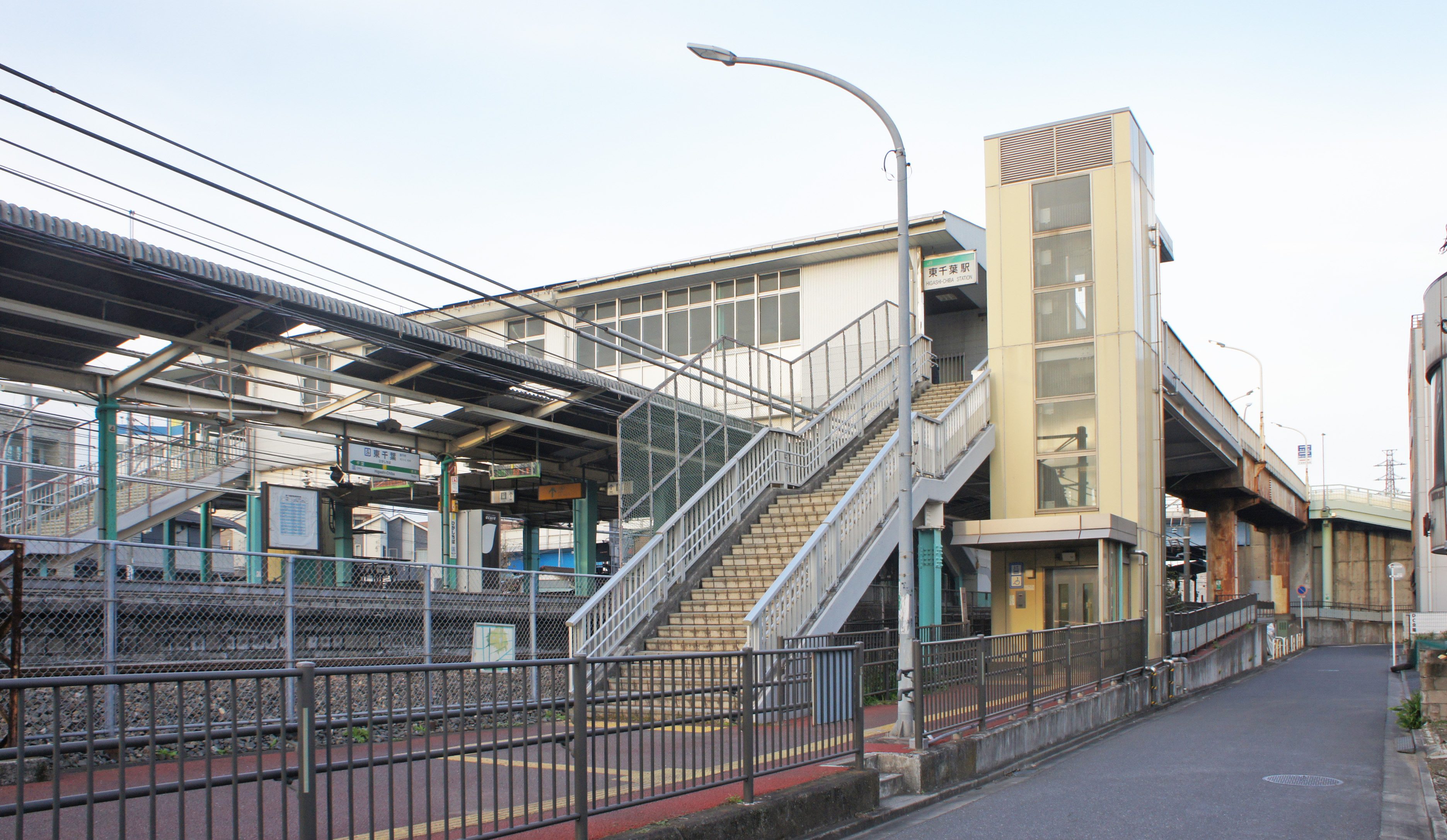
南口（2019年12月）

東千葉站（日语：／ Higashi-Chiba eki */?）是位於日本千葉縣千葉市中央區要町，屬於東日本旅客鐵道（JR東日本）總武本線的鐵路車站。
途經佐倉站直通的成田線列車也會使用。
因月台有效長度的關係，此站是總武本線千葉站以東、成田線唯一總武快速線、橫須賀線直通快速列車全部通過的車站。但是，車站編號採用總武快速線的延長，JO 29。

## 車站結構
島式月台1面2線的地面車站，設有跨站式站房。南口與北口之間設有自由通道，南口與北口兩方都設有升降機。第二月台旁有多股留置線供停放列車，但這些留置線被視為千葉車站站場的一部份，號誌機與轉轍器由千葉車站控制。

### 月台配置
| 月台 | 路線                      | 方向 | 目的地                                                   |
| ---- | ------------------------- | ---- | -------------------------------------------------------- |
| 1    | ■總武本線 （包括■成田線） | 上行 | 往千葉                                                   |
| 2    | ■總武本線                 | 下行 | 佐倉、八街、成東、八日市場、旭、銚子方向                 |
| 2    | ■成田線                   | 下行 | 佐倉、成田、佐原、小見川、銚子、（機場支線成田機場）方向 |

（來源：JR東日本:車站構內圖 （页面存档备份，存于））

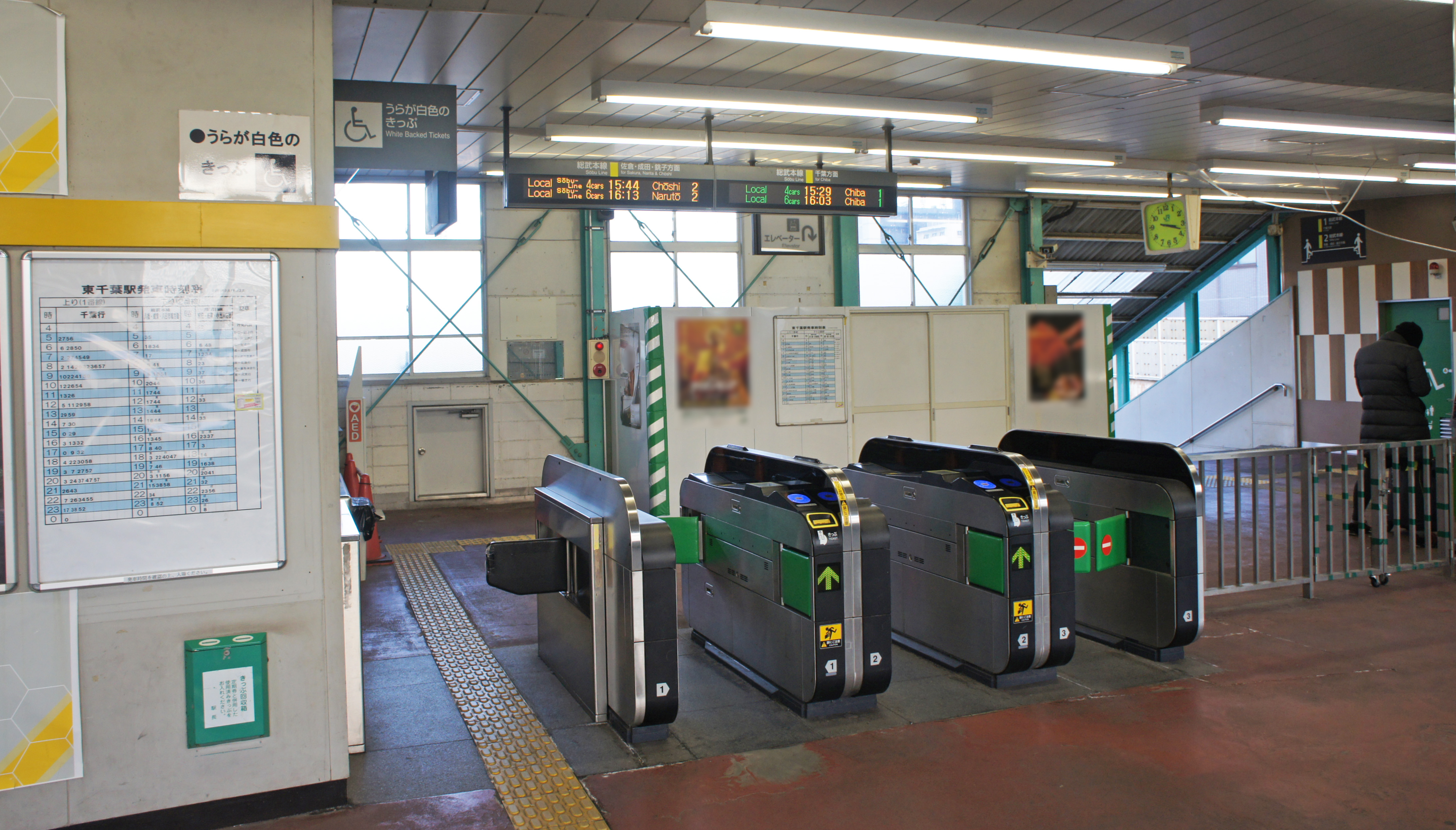
閘口（2019年12月）
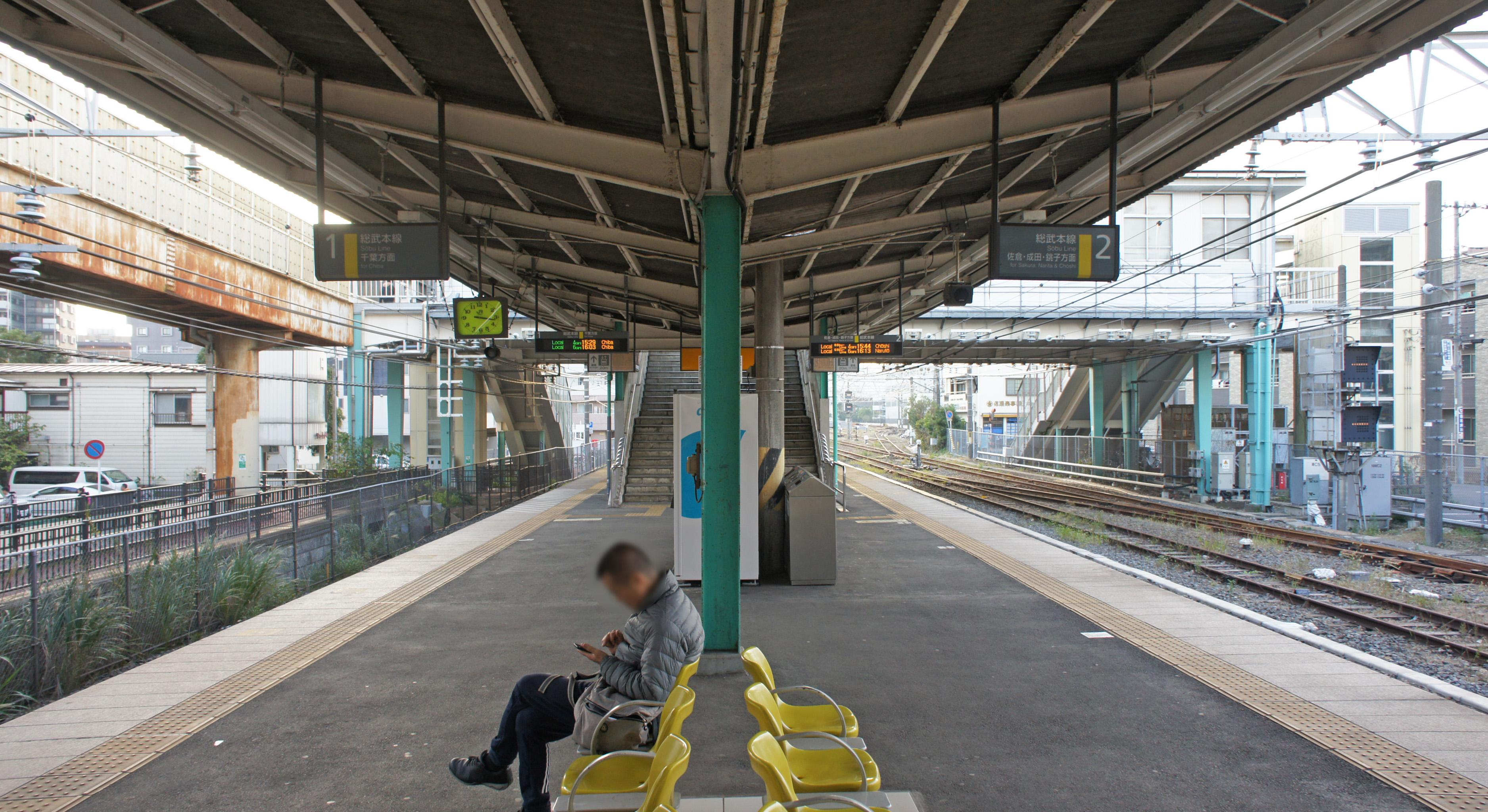
月台（2019年12月）

## 歷史
- 1963年（昭和38年）：原本設於千葉市民會館附近、以折返式車站設計的千葉車站，因線型改良，車站往西千葉站方向遷移800公尺。遷站後原址以東100公尺處新設東千葉車站[1]。
- 1965年（昭和40年）12月20日：東千葉車站做為日本國有鐵道的車站開始營業，並停靠旅客列車。[1][2]。
- 1987年（昭和62年）4月1日 - 隨著國鐵分割民營化，成為東日本旅客鐵道（JR東日本）管轄的車站[3]。
- 2001年（平成13年）11月18日：開放使用交通電子票證「Suica」[新聞稿 1]。
- 2008年（平成20年）
  - 3月18日：車站南口啟用電梯[4]。
  - 12月25日：車站北口啟用電梯[5]。
- 2019年（令和元年）9月9日：因第15號颱風（颱風法西）影響，車站站房的一部份屋頂遭強風吹起而受損，並掉落在路線，壓住架空電車線[6]，

## 使用情況
2019年（令和元年）度的1日平均上車人次為2,646人。
近年1日平均上車人次的推移如下表。
| 年度               | 1日平均 上車人次 | 來源     |
| ------------------ | ---------------- | -------- |
| 1990年（平成02年） | 2,409            | [ * 1 ]  |
| 1991年（平成03年） | 2,498            | [ * 2 ]  |
| 1992年（平成04年） | 2,529            | [ * 3 ]  |
| 1993年（平成05年） | 2,631            | [ * 4 ]  |
| 1994年（平成06年） | 2,709            | [ * 5 ]  |
| 1995年（平成07年） | 2,678            | [ * 6 ]  |
| 1996年（平成08年） | 2,657            | [ * 7 ]  |
| 1997年（平成09年） | 2,565            | [ * 8 ]  |
| 1998年（平成10年） | 2,492            | [ * 9 ]  |
| 1999年（平成11年） | 2,348            | [ * 10 ] |
| 2000年（平成12年） | 2,240            | [ * 11 ] |
| 2001年（平成13年） | 2,181            | [ * 12 ] |
| 2002年（平成14年） | 2,132            | [ * 13 ] |
| 2003年（平成15年） | 2,176            | [ * 14 ] |
| 2004年（平成16年） | 2,115            | [ * 15 ] |
| 2005年（平成17年） | 2,113            | [ * 16 ] |
| 2006年（平成18年） | 2,096            | [ * 17 ] |
| 2007年（平成19年） | 2,120            | [ * 18 ] |
| 2008年（平成20年） | 2,071            | [ * 19 ] |
| 2009年（平成21年） | 2,098            | [ * 20 ] |
| 2010年（平成22年） | 2,114            | [ * 21 ] |
| 2011年（平成23年） | 2,130            | [ * 22 ] |
| 2012年（平成24年） | 2,155            | [ * 23 ] |
| 2013年（平成25年） | 2,186            | [ * 24 ] |
| 2014年（平成26年） | 2,241            | [ * 25 ] |
| 2015年（平成27年） | 2,275            | [ * 26 ] |
| 2016年（平成28年） | 2,299            | [ * 27 ] |
| 2017年（平成29年） | 2,388            | [ * 28 ] |
| 2018年（平成30年） | 2,568            |          |
| 2019年（令和元年） | 2,646            |          |

## 相鄰車站
東日本旅客鐵道（JR東日本）
■總武本線、■成田線（成田線至佐倉站為止是總武本線）
■通勤快速、■快速
通過
■普通（各站停車）
千葉（JO 28）－東千葉（JO 29）－都賀（JO 30）

### 使用情況
1. ↑  千葉県統計年鑑 （页面存档备份，存于） - 千葉県
2. ↑  千葉市統計書 （页面存档备份，存于） - 千葉市

JR東日本2000年度以後上車人次
1. ↑  各駅の乗車人員（2000年度） （页面存档备份，存于） - JR東日本
2. ↑  各駅の乗車人員（2001年度） （页面存档备份，存于） - JR東日本
3. ↑  各駅の乗車人員（2002年度） （页面存档备份，存于） - JR東日本
4. ↑  各駅の乗車人員（2003年度） （页面存档备份，存于） - JR東日本
5. ↑  各駅の乗車人員（2004年度） （页面存档备份，存于） - JR東日本
6. ↑  各駅の乗車人員（2005年度） （页面存档备份，存于） - JR東日本
7. ↑  各駅の乗車人員（2006年度） （页面存档备份，存于） - JR東日本
8. ↑  各駅の乗車人員（2007年度） （页面存档备份，存于） - JR東日本
9. ↑  各駅の乗車人員（2008年度） （页面存档备份，存于） - JR東日本
10. ↑  各駅の乗車人員（2009年度） （页面存档备份，存于） - JR東日本
11. ↑  各駅の乗車人員（2010年度） （页面存档备份，存于） - JR東日本
12. ↑  各駅の乗車人員（2011年度） （页面存档备份，存于） - JR東日本
13. ↑  各駅の乗車人員（2012年度） （页面存档备份，存于） - JR東日本
14. ↑  各駅の乗車人員（2013年度） （页面存档备份，存于） - JR東日本
15. ↑  各駅の乗車人員（2014年度） （页面存档备份，存于） - JR東日本
16. ↑  各駅の乗車人員（2015年度） （页面存档备份，存于） - JR東日本
17. ↑  各駅の乗車人員（2016年度） （页面存档备份，存于） - JR東日本
18. ↑  各駅の乗車人員（2017年度） （页面存档备份，存于） - JR東日本
19. ↑  各駅の乗車人員（2018年度） （页面存档备份，存于） - JR東日本
20. ↑  各駅の乗車人員（2019年度） （页面存档备份，存于） - JR東日本

千葉縣統計年鑑
1. ↑  .   [2020-07-27]. （原始内容存档于2020-01-08）.
2. ↑  .   [2020-07-27]. （原始内容存档于2020-01-08）.
3. ↑  .   [2020-07-27]. （原始内容存档于2020-01-08）.
4. ↑  .   [2020-07-27]. （原始内容存档于2020-01-08）.
5. ↑  .   [2020-07-27]. （原始内容存档于2020-01-08）.
6. ↑  .   [2020-07-27]. （原始内容存档于2020-01-08）.
7. ↑  .   [2020-07-27]. （原始内容存档于2020-01-08）.
8. ↑  .   [2020-07-27]. （原始内容存档于2020-01-08）.
9. ↑  .   [2020-07-27]. （原始内容存档于2020-01-08）.
10. ↑  .   [2020-07-27]. （原始内容存档于2017-09-30）.
11. ↑  .   [2020-07-27]. （原始内容存档于2017-09-30）.
12. ↑  .   [2020-07-27]. （原始内容存档于2017-09-30）.
13. ↑  .   [2020-07-27]. （原始内容存档于2017-09-30）.
14. ↑  .   [2020-07-27]. （原始内容存档于2017-09-30）.
15. ↑  .   [2020-07-27]. （原始内容存档于2017-09-30）.
16. ↑  .   [2020-07-27]. （原始内容存档于2020-01-08）.
17. ↑  .   [2020-07-27]. （原始内容存档于2020-01-08）.
18. ↑  .   [2020-07-27]. （原始内容存档于2020-01-08）.
19. ↑  .   [2020-07-27]. （原始内容存档于2017-08-30）.
20. ↑  .   [2020-07-27]. （原始内容存档于2017-08-30）.
21. ↑  .   [2020-07-27]. （原始内容存档于2017-08-30）.
22. ↑  .   [2020-07-27]. （原始内容存档于2017-08-30）.
23. ↑  .   [2020-07-27]. （原始内容存档于2017-08-30）.
24. ↑  .   [2020-07-27]. （原始内容存档于2017-08-11）.
25. ↑  .   [2020-07-27]. （原始内容存档于2017-08-11）.
26. ↑  .   [2020-07-27]. （原始内容存档于2017-08-11）.
27. ↑  .   [2020-07-27]. （原始内容存档于2020-04-24）.
28. ↑  .   [2020-07-27]. （原始内容存档于2020-04-24）.

## 外部連結
- 車站資訊（東千葉）：東日本旅客鐵道